# Blaze Ya Dead Homie EP
Blaze Ya Dead Homie EP – pierwszy minialbum amerykańskiego rapera Blaze Ya Dead Homie, wydana w 2000 roku nakładem Psychopathic Records.
Cały album został wyprodukowany przez Twiztid oraz Fritz the Cata.
Na płycie gościnnie udzielili się Jamie Madrox i  Monoxide Child oraz Insane Clown Posse.
Większość tracków z tej EP znalazło się później na "1 Less G in the Hood: Deluxe G Edition".

## Lista utworów
| # | Tytuł                                | Czas |
| - | ------------------------------------ | ---- |
| 1 | "Back From The Dead"                 | 1:43 |
| 2 | "Real G Shit"                        | 0:51 |
| 3 | "In Case U Forgot"                   | 2:37 |
| 4 | "I Go To Work"                       | 4:00 |
| 5 | "Put it Down"                        | 4:35 |
| 6 | "Shittalkaz" (gośc. ICP and Twiztid) | 3:37 |